# Pseudoparanaspia parallelipennis
Pseudoparanaspia parallelipennis är en skalbaggsart som beskrevs av Hayashi 1977. Pseudoparanaspia parallelipennis ingår i släktet Pseudoparanaspia och familjen långhorningar. Inga underarter finns listade i Catalogue of Life.